# Ewald Cebula
Ewald Cebula (Świętochłowice, 1917. március 22. – Chorzów, 2004. február 1.), lengyel válogatott labdarúgó, edző.
A lengyel válogatott tagjaként részt vett az 1938-as világbajnokságon és az 1952. évi nyári olimpiai játékokon.

## Pályafutása

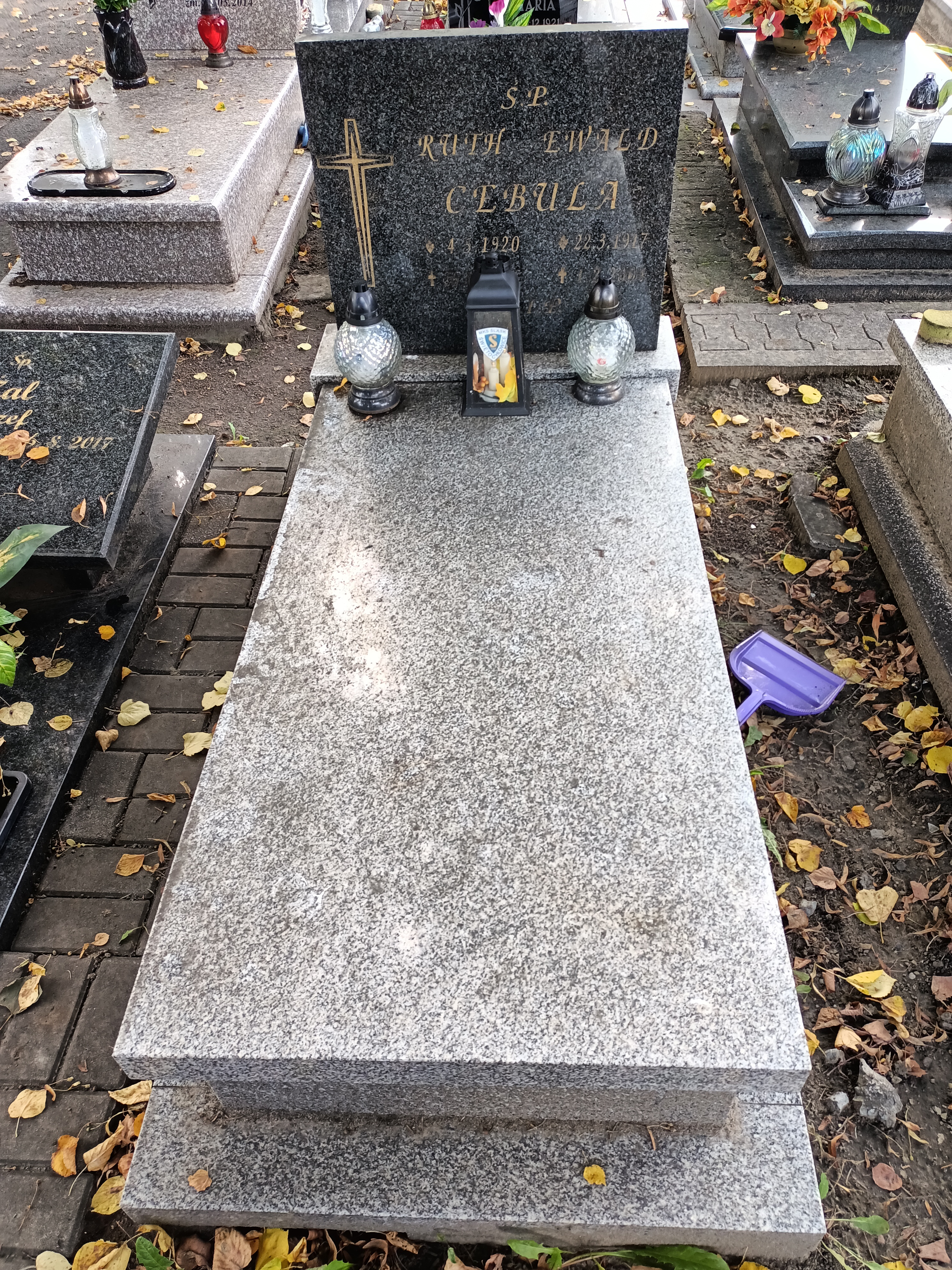
A sírja Świętochłowicéban

### Klubcsapatokban
1926 és 1939 között a Śląsk Świętochłowice csapatában játszott. 1942-ben sziléziaiként erőszakkal besorozták a Wehrmachtba, így nem játszhatott. A háború után folytatta a versenysportot. Pályafutása legjobb időszakát a Ruch Chorzówban töltötte, ahol 1948-tól játszott, kétszer bajnoki címet szerzett (1951, 1952).

### A válogatottban
A lengyel válogatottban 1939. június 4-én debütált Varsóban Svájc ellen (1–1). Ezután a két világháború közötti Lengyelország utolsó mérkőzésén is pályára lépett: Varsó, 1939. augusztus 27., Lengyelország – Magyarország 4–2. A karrierje megszakadt 1939-ben a második világháború kitörése miatt. A háború után visszatért a lengyel válogatottba, és szerepelt az 1952-es nyári olimpián.

### Edzőként
1952 és 1954 között a Ruch Chorzówban dolgozott, 1953-ban bajnoki címet szereztek. 1960-ban egy ideig újra a Ruchot irányította, amikor ismét megnyerték a bajnokságot. 1962-ben  Górnik Zabrze együttesét irányította, a csapatot bajnoki címig vezette.

## Sikerei, díjai
Ruch Chorzów
- Lengyel bajnok (2): 1951, 1952
- Lengyel kupagyőztes (1): 1951

## Fordítás
- Ez a szócikk részben vagy egészben  az   Ewald Cebula című angol Wikipédia-szócikk ezen változatának fordításán alapul.  Az eredeti cikk szerkesztőit annak laptörténete sorolja fel. Ez a jelzés csupán a megfogalmazás eredetét és a szerzői jogokat jelzi, nem szolgál a cikkben szereplő információk forrásmegjelöléseként.